# Sora (Hiszpania)
Sora – gmina w Hiszpanii, w prowincji Barcelona, w Katalonii, o powierzchni 31,5 km². W 2011 roku gmina liczyła 180 mieszkańców.